# Fiume Santu
Le fleuve Fiume Santu est un cours d'eau du département Haute-Corse de la région Corse qui se jette dans la mer Méditerranée à l'ouest du golfe de Saint-Florent.

## Géographie
D'une longueur de 9,9 kilomètres, le fiume Santu prend sa source sur la commune de Santo-Pietro-di-Tenda à l'altitude 285 mètres, à moins de 500 mètres du lieu-dit Casta et de la chapelle de San Pancraziu.
Il coule globalement du sud-ouest vers le nord-est et s'appelle successivement - de l'amont vers l'aval - ruisseau de Bartollaciu, ruisseau de Piedi Calvi, ruisseau de Monticellu avant sa confluence avec le ruisseau de Paratella, devenant alors le fiume Santu pour moins d'un kilomètre de cours mais en s'élargissant nettement.
Il a son embouchure sur la commune de Saint-Florent, à l'altitude 0 mètre, à l'ouest du golfe de Saint-Florent et au sud de la Punta Mortella, avec un phare - le phare de Mortella - et une tour génoise de Mortella ruinée.
Ses voisins sont à l'ouest et au nord-ouest le Liscu et au sud le fiume Buggiu et au sud-est l'Aliso.

### Communes et cantons traversés
Dans le seul département de la Haute-Corse, le fiume Santu traverse les deux communes, suivantes, dans le sens amont vers aval, de Santo-Pietro-di-Tenda (source) et Saint-Florent (confluence).
Soit en termes de cantons, le Santu prend source dans l'ancien canton du Haut-Nebbio, et a son embouchure dans l'ancien canton de la Conca-d'Oro, aujourd'hui dans le seul canton de Biguglia-Nebbio, dans l'arrondissement de Calvi.

### Bassin versant
La superficie du bassin versant « Côtiers de l'Aliso au Liscu » (Y751) est de 47 km2,.

### Organisme gestionnaire
L'organisme gestionnaire est le Comité de bassin de Corse, depuis la loi relative à la Corse du 22 janvier 2002.

## Affluents

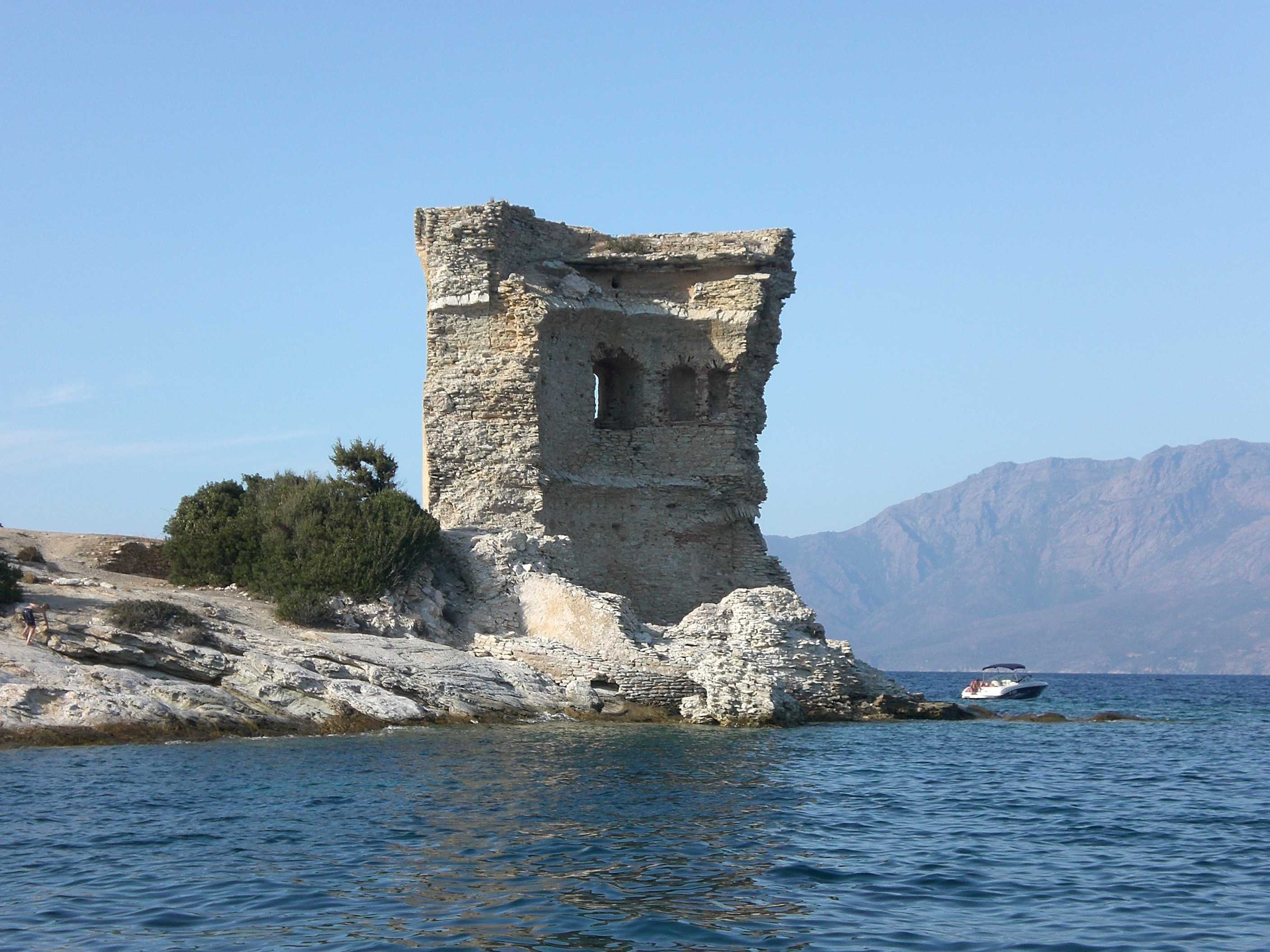
Tour de la Mortella dans le golfe de Saint-Florent.

Le Santu a quatre affluents référencés :
- le ruisseau de Suarella (rg[note 2]) 3,8 km, sur la seule commune de Santo-Pietro-di-Tenda avec deux affluents :
  - ----- le ruisseau de Batagliola (rd) 2,7 km sur la seule commune de Santo-Pietro-di-Tenda.
  - ----- le ruisseau de Piedovalie (rd) 1,9 km sur la seule commune de Santo-Pietro-di-Tenda et prenant source à l'est du même lieu-dit Casta donc au plus proche de la source du Santu.
- le ruisseau de Teti (rg) 2,1 km, sur la seule commune de Santo-Pietro-di-Tenda.
- le ruisseau de Panne Rossu (rg) 2,3 km, sur la seule commune de Santo-Pietro-di-Tenda.
- ----- le ruisseau de Paratella (rd) 1,8 km, sur la seule commune de Santo-Pietro-di-Tenda[3],[note 1].

### Rang de Strahler
Son rang de Strahler est de niveau trois par le ruisseau de Batagliola et le ruisseau de Suarella.

## Hydrologie
Le fleuve se jette dans une petite baie sableuse. Bien qu'il soit assez court, il a la particularité d'être dans une région montagneuse. Certains endroits sont encaissés et étroits et par conséquent, à chaque événement pluvial intense, des crues soudaines, de forte intensité, se produisent jusqu'en aval du fleuve.

## Aménagements et écologie
La particularité du site de Fiume Santu est d'être qualifié d'estuaire temporaire. Un estuaire est dit temporaire lorsque sa connexion avec la mer est intermittente. Cette connexion dépend largement des précipitations s'abattant au sein du bassin versant, influençant largement le régime du cours d'eau et par conséquent la morphologie du grau. La complexité du système influe sur l'écologie générale et notamment sur les premiers maillons trophiques à travers les apports du bassin versant (ripisylve, sédiment, etc.) et les apports d'origine marine (algues, herbiers, etc.).